# Christer Basma
Ole Christer Basma (Oslo, 1º agosto 1972) è un dirigente sportivo, allenatore di calcio e calciatore norvegese, difensore del Mosvik.

## Carriera

### Giocatore

#### Club
Basma iniziò la sua carriera professionistica con la maglia del Bærum, dove rimase per tre stagione. Fu poi infatti ingaggiato dal Kongsvinger. Con il Kongsvinger, debuttò nell'Eliteserien: subentrò infatti a Per Gunnar Dalløkken nella sconfitta per tre a zero in casa dello Start, in data 2 maggio 1993. Il 1º agosto dello stesso anno, segnò la prima rete nella massima divisione norvegese: contribuì infatti al successo per tre a due in casa del Viking.
Nel 1995 passò allo Stabæk. Esordì il 22 aprile 1995, nella sconfitta per due a zero contro il Vålerenga. Nel 1998, firmò un contratto con il Rosenborg. Debuttò per il nuovo club, in campionato, il 9 settembre dello stesso anno, nel successo per otto a due in casa del Kongsvinger. Il 16 settembre dello stesso anno, giocò il primo match nella Champions League 1998-1999, contro l'Athletic Club. Rimase in squadra fino al 2008, vincendo numerosi trofei in campo nazionale: l'ultimo incontro lo giocò nella Coppa UEFA 2008-2009, nella sconfitta per quattro a zero contro il Valencia, in data 28 novembre. Dopo quel match, infatti, annunciò il ritiro.
Nel 2010, però, tornò a giocare nel Ranheim. Debuttò nella Coppa di Norvegia 2010, giocando da titolare nel successo per due a uno sul Kristiansund. In stagione, giocò soltanto due partite di 1. divisjon. Nel 2013 tornò a calcare i campi da gioco, nelle file del Mosvik.

#### Nazionale
Basma giocò 10 partite per le varie selezioni giovanili norvegese, mettendo a segno 2 reti. Il 29 novembre 1995, debuttò per la Norvegia, che fu sconfitta in amichevole per tre a due da Trinidad e Tobago. Totalizzò 40 presenze con la Nazionale maggiore, senza mai andare in rete.

### Dopo il ritiro
Nel novembre 2009, diventò assistente dell'allenatore del Ranheim, in una squadra di assistenti composta anche da Per Joar Hansen e Otto Ulseth. In seguito, entrò nella dirigenza del Rosenborg.

## Statistiche

### Cronologia presenze e reti in Nazionale
| Cronologia completa delle presenze e delle reti in nazionale ― Norvegia | Cronologia completa delle presenze e delle reti in nazionale ― Norvegia | Cronologia completa delle presenze e delle reti in nazionale ― Norvegia | Cronologia completa delle presenze e delle reti in nazionale ― Norvegia | Cronologia completa delle presenze e delle reti in nazionale ― Norvegia | Cronologia completa delle presenze e delle reti in nazionale ― Norvegia | Cronologia completa delle presenze e delle reti in nazionale ― Norvegia | Cronologia completa delle presenze e delle reti in nazionale ― Norvegia |
| Data                                                                    | Città                                                                   | In casa                                                                 | Risultato                                                               | Ospiti                                                                  | Competizione                                                            | Reti                                                                    | Note                                                                    |
| ----------------------------------------------------------------------- | ----------------------------------------------------------------------- | ----------------------------------------------------------------------- | ----------------------------------------------------------------------- | ----------------------------------------------------------------------- | ----------------------------------------------------------------------- | ----------------------------------------------------------------------- | ----------------------------------------------------------------------- |
| 29-11-1995                                                              | Port of Spain                                                           | Trinidad e Tobago                                                       | 3 – 1                                                                   | Norvegia                                                                | Amichevole                                                              | -                                                                       |                                                                         |
| 20-1-1999                                                               | Ramat Gan                                                               | Israele                                                                 | 0 – 1                                                                   | Norvegia                                                                | Amichevole                                                              | -                                                                       |                                                                         |
| 22-1-1999                                                               | Umm al-Fahm                                                             | Estonia                                                                 | 3 – 3                                                                   | Norvegia                                                                | Amichevole                                                              | -                                                                       | 46’                                                                     |
| 2-9-2000                                                                | Oslo                                                                    | Norvegia                                                                | 0 – 0                                                                   | Armenia                                                                 | Qual. Mondiali 2002                                                     | -                                                                       | 50’                                                                     |
| 7-10-2000                                                               | Cardiff                                                                 | Galles                                                                  | 1 – 1                                                                   | Norvegia                                                                | Qual. Mondiali 2002                                                     | -                                                                       |                                                                         |
| 11-10-2000                                                              | Oslo                                                                    | Norvegia                                                                | 0 – 1                                                                   | Ucraina                                                                 | Qual. Mondiali 2002                                                     | -                                                                       |                                                                         |
| 25-4-2001                                                               | Oslo                                                                    | Norvegia                                                                | 2 – 1                                                                   | Bulgaria                                                                | Amichevole                                                              | -                                                                       | 46’                                                                     |
| 2-6-2001                                                                | Kiev                                                                    | Ucraina                                                                 | 0 – 0                                                                   | Norvegia                                                                | Qual. Mondiali 2002                                                     | -                                                                       |                                                                         |
| 6-6-2001                                                                | Oslo                                                                    | Norvegia                                                                | 1 – 1                                                                   | Bielorussia                                                             | Qual. Mondiali 2002                                                     | -                                                                       | 90’                                                                     |
| 15-8-2001                                                               | Oslo                                                                    | Norvegia                                                                | 1 – 1                                                                   | Turchia                                                                 | Amichevole                                                              | -                                                                       |                                                                         |
| 1-9-2001                                                                | Cracovia                                                                | Polonia                                                                 | 3 – 0                                                                   | Norvegia                                                                | Qual. Mondiali 2002                                                     | -                                                                       |                                                                         |
| 5-9-2001                                                                | Oslo                                                                    | Norvegia                                                                | 3 – 2                                                                   | Galles                                                                  | Qual. Mondiali 2002                                                     | -                                                                       |                                                                         |
| 6-10-2001                                                               | Erevan                                                                  | Armenia                                                                 | 1 – 4                                                                   | Norvegia                                                                | Qual. Mondiali 2002                                                     | -                                                                       |                                                                         |
| 13-2-2002                                                               | Bruxelles                                                               | Belgio                                                                  | 1 – 0                                                                   | Norvegia                                                                | Amichevole                                                              | -                                                                       |                                                                         |
| 17-4-2002                                                               | Oslo                                                                    | Norvegia                                                                | 0 – 0                                                                   | Svezia                                                                  | Amichevole                                                              | -                                                                       | 52’                                                                     |
| 21-8-2002                                                               | Oslo                                                                    | Norvegia                                                                | 0 – 1                                                                   | Paesi Bassi                                                             | Amichevole                                                              | -                                                                       | 82’                                                                     |
| 7-9-2002                                                                | Oslo                                                                    | Norvegia                                                                | 2 – 2                                                                   | Danimarca                                                               | Qual. Euro 2004                                                         | -                                                                       |                                                                         |
| 12-10-2002                                                              | Bucarest                                                                | Romania                                                                 | 0 – 1                                                                   | Norvegia                                                                | Qual. Euro 2004                                                         | -                                                                       |                                                                         |
| 16-10-2002                                                              | Oslo                                                                    | Norvegia                                                                | 2 – 0                                                                   | Bosnia ed Erzegovina                                                    | Qual. Euro 2004                                                         | -                                                                       |                                                                         |
| 20-11-2002                                                              | Vienna                                                                  | Austria                                                                 | 0 – 1                                                                   | Norvegia                                                                | Amichevole                                                              | -                                                                       | 76’                                                                     |
| 26-1-2003                                                               | Sharjah                                                                 | Emirati Arabi Uniti                                                     | 1 – 1                                                                   | Norvegia                                                                | Amichevole                                                              | -                                                                       | cap.                                                                    |
| 28-1-2003                                                               | Mascate                                                                 | Oman                                                                    | 1 – 2                                                                   | Norvegia                                                                | Amichevole                                                              | -                                                                       | cap.                                                                    |
| 12-2-2003                                                               | Candia                                                                  | Grecia                                                                  | 1 – 0                                                                   | Norvegia                                                                | Amichevole                                                              | -                                                                       |                                                                         |
| 2-4-2003                                                                | Lussemburgo                                                             | Lussemburgo                                                             | 0 – 2                                                                   | Norvegia                                                                | Qual. Euro 2004                                                         | -                                                                       |                                                                         |
| 30-4-2003                                                               | Dublino                                                                 | Irlanda                                                                 | 1 – 0                                                                   | Norvegia                                                                | Qual. Euro 2004                                                         | -                                                                       | 56’                                                                     |
| 22-5-2003                                                               | Oslo                                                                    | Norvegia                                                                | 2 – 0                                                                   | Finlandia                                                               | Amichevole                                                              | -                                                                       |                                                                         |
| 7-6-2003                                                                | Copenaghen                                                              | Danimarca                                                               | 0 – 1                                                                   | Norvegia                                                                | Qual. Euro 2004                                                         | -                                                                       |                                                                         |
| 11-6-2003                                                               | Oslo                                                                    | Norvegia                                                                | 1 – 1                                                                   | Romania                                                                 | Qual. Euro 2004                                                         | -                                                                       |                                                                         |
| 20-8-2003                                                               | Oslo                                                                    | Norvegia                                                                | 0 – 0                                                                   | Scozia                                                                  | Amichevole                                                              | -                                                                       | 70’                                                                     |
| 6-9-2003                                                                | Zenica                                                                  | Bosnia ed Erzegovina                                                    | 1 – 0                                                                   | Norvegia                                                                | Qual. Euro 2004                                                         | -                                                                       |                                                                         |
| 10-9-2003                                                               | Oslo                                                                    | Norvegia                                                                | 0 – 1                                                                   | Portogallo                                                              | Amichevole                                                              | -                                                                       | 46’                                                                     |
| 11-10-2003                                                              | Oslo                                                                    | Norvegia                                                                | 1 – 0                                                                   | Lussemburgo                                                             | Qual. Euro 2004                                                         | -                                                                       |                                                                         |
| 15-11-2003                                                              | Valencia                                                                | Spagna                                                                  | 2 – 1                                                                   | Norvegia                                                                | Qual. Euro 2004                                                         | -                                                                       |                                                                         |
| 19-11-2003                                                              | Oslo                                                                    | Norvegia                                                                | 0 – 3                                                                   | Spagna                                                                  | Qual. Euro 2004                                                         | -                                                                       |                                                                         |
| 31-3-2004                                                               | Belgrado                                                                | Serbia e Montenegro                                                     | 0 – 1                                                                   | Norvegia                                                                | Amichevole                                                              | -                                                                       | 13’ 46’                                                                 |
| 27-5-2004                                                               | Oslo                                                                    | Norvegia                                                                | 0 – 0                                                                   | Galles                                                                  | Amichevole                                                              | -                                                                       |                                                                         |
| 18-8-2004                                                               | Oslo                                                                    | Norvegia                                                                | 2 – 2                                                                   | Belgio                                                                  | Amichevole                                                              | -                                                                       | 46’                                                                     |
| 4-9-2004                                                                | Palermo                                                                 | Italia                                                                  | 2 – 1                                                                   | Norvegia                                                                | Qual. Mondiali 2006                                                     | -                                                                       |                                                                         |
| 22-1-2005                                                               | Kuwait City                                                             | Kuwait                                                                  | 1 – 1                                                                   | Norvegia                                                                | Amichevole                                                              | -                                                                       | cap.                                                                    |
| 25-1-2005                                                               | Riffa                                                                   | Bahrein                                                                 | 0 – 1                                                                   | Norvegia                                                                | Amichevole                                                              | -                                                                       | cap. 46’                                                                |
| Totale                                                                  |                                                                         | Presenze                                                                | 40                                                                      |                                                                         | Reti                                                                    | 0                                                                       |                                                                         |

## Palmarès

### Giocatore

#### Club

##### Competizioni nazionali
- Campionato norvegese: 8

Rosenborg: 1998, 1999, 2000, 2001, 2002, 2003, 2004, 2006
- Coppa di Norvegia: 3

Rosenborg: 1999, 2003